# Петрівський дуб-велетень
Петрівський дуб-велетень — ботанічна пам'ятка природи місцевого значення. Об'єкт розташований на території Ізюмської міської громади Ізюмського району Харківської області. 
Площа — 0,1 га, статус отриманий у 1984 році. Перебуває у користуванні ДП «Ізюмське лісове господарство», Петрівське лісництво, квартал 153, виділ 18.
Охороняється екземпляр дерево дуба звичайного віком понад 150 років.